# Vrijstaat Mecklenburg-Schwerin
De Vrijstaat Mecklenburg-Schwerin (Duits: Freistaat Mecklenburg-Schwerin) was een staat in de Weimarrepubliek. De staat ontstond tijdens de Novemberrevolutie in 1918 uit het Groothertogdom Mecklenburg-Schwerin. Na de machtsovername door de NSDAP in 1933 werd de staat samengevoegd met de Vrijstaat Mecklenburg-Strelitz tot het Land Mecklenburg wat later de huidige deelstaat Mecklenburg-Voor-Pommeren zou worden.

## Premiers (1919-1933)
| 1919-1920: | Hugo Wendorff (DDP)             |
| 1920-1921: | Hermann Reincke-Bloch (DVP)     |
| 1921-1924: | Johannes Stelling (SPD)         |
| 1924-1926: | Joachim von Brandenstein (DNVP) |
| 1926-1929: | Paul Schröder (SPD)             |
| 1929-1932: | Karl Eschenburg                 |
| 1932-1933: | Walter Granzow (NSDAP)          |
| 1933:      | Hans Egon Engell (NSDAP)        |

## Bestuurlijke indeling (1920)
Mecklenburg-Schwerin was onderverdeeld in vier stadsdistricten (Stadtbezirke) en tien districten (Ämter):
| 1. Grevesmühlen 2. Güstrow 3. Hagenow 4. Ludwigslust 5. Malchin 6. Parchim 7. Rostock 8. Schwerin 9. Waren 10. Wismar | 1. Güstrow 2. Rostock 3. Schwerin 4. Wismar |